# Народный суд (Бавария)
Народные суды (Volksgericht) — особые суды, образованные правительством Баварии, во главе которого стоял Курт Эйснер, после начала революционных событий в ноябре 1918 года и распущенные в мае 1924 года. Действовали в период существования на территории Баварии «ячейки порядка», за время которого вынесли общей суммой 31 000 приговоров. В состав народного суда входили два судьи и три шёффена. Наиболее крупным следствием одного из народных судов являлся суд над участниками Пивного путча — Адольфом Гитлером, Эрихом Людендорфом, Вильгельмом Фриком, Фридрихом Вебером и Эрнстом Рёмом — проводившийся 26 февраля — 1 апреля 1924 года.
Образованные во всех судебных округах приказом Курта Эйснера от 16 ноября 1918 года, они получили всеобщее распространение согласно «закону об образовании народных судов в период народных волнений» от 12 июля 1919 года, одобренному к принятию Иоганнесом Гофманом. По соглашению, подписанному правительством Веймарской республики с одной стороны и правительством Баварии с другой, суды планировалось ликвидировать к 1 апреля 1924 года. Принцип их функционирования оставался неизменным до мая того же года. Первоначально планировавшиеся к деятельности только лишь в период революционных событий в Германии, они получили развитие в период существования в Баварии «ячейки порядка».

## Состав
Каждый из фольксгерихтов состоял из двух судей и трёх шеффенов.